# Junji Nishimura
Junji Nishimura (西村 純二?, Nishimura Junji; Yobuko, 23 dicembre 1955) è un regista di anime giapponese.
Dopo essersi laureato presso la Meiji Gakuin University nel 1980, Nishimura è stato assunto presso lo studio di animazione Nishiko Production. Il suo laovorè stata la produzione di Baldios nel 1980, a cui seguiranno la produzione di vari altri anime come God Mars e Il magico mondo di Gigì nel 1982.
Un episodio di Lamù che Nishimura ha diretto nel 1982, Da quando te ne andasti (episodio 44), è stato votato in un sondaggio come l'episodio preferito dai fan giapponesi. Nel 1984, Nishimura ha lasciato la Nishiko, nel 1985 ha debuttato come regista in Pro Golfer Saru. In seguito, ha lavorato come regista in numerosi anime prodotti dallo Studio Deen, principalmente Ranma ½ (per buona parte della serie televisiva e per gli OAV) e Kyo Kara Maoh!.

## Principali opere
- Billy Inu Nandemo Shokai: Regista
- Code-E: Screenplay
- D-1 Devastator: Regista
- Ghost in the Shell: Stand Alone Complex - 2nd GIG: Sceneggiatura
- Kishin Dōji Zenki Gaiden: Anki Kitan: Regista
- Kyo Kara Maoh!: Regista
- Kyo Kara Maoh! R: Regista
- Mars: Regista
- Minami no Shima no Chiisana Hikouki Birdy: Composizione della serie
- OL Kaizo Koza: Storyboard
- Otaku no Seiza: Storyboard
- Pro Golfer Saru: Regista
- Ranma ½: Regista
- Ranma contro la leggendaria fenice: Regista
- Samurai Deeper Kyo Regista, Sceneggiatura
- Sengoku Majin GoShogun: Regista
- Simoun: Regista, Sceneggiatura
- Soul Hunter: Regista
- True Tears: Regista, Sceneggiatura
- Lamù: Regista
- Il violinista di Hamelin: Regista
- Vlad Love: Regista
- Windy Tales: Regista
- You're Under Arrest - The Movie: Regista
- Zenki: Regista